# Leiden Classical
Leiden Classical is een distributed computing project van de Universiteit Leiden. Het doel is om een platform te maken voor wetenschappers en studenten, gewijd aan algemene klassieke dynamica.

## Deelnemen aan het project
Voor deelname aan het project is BOINC-software nodig. Via de BOINC manager kan dan een account aangemaakt worden bij het project. Vervolgens kan iemand een model maken van een dynamisch systeem en deze simulatie op deelnemende computers laten draaien. Er zijn verschillende modellen mogelijk, bijvoorbeeld met interacties tussen moleculen of planeten.

## Zelf berekeningen versturen
Het is ook mogelijk om zelf berekeningen uit te laten voeren. Hiervoor moet je een model ontwerpen. Dit bestaat uit 6 secties:
1. Definieer de kleuren die je wilt gebruiken.
2. Definieer de box waarin het model moet draaien.
3. Maak een of meer deeltjes.
4. Definieer de interactie tussen de deeltjes. Er zijn verschillende mogelijkheden:
  1. Zwaartekracht
  2. Coulombkracht
  3. Lennard-Jones interactie
  4. Morse interactie
  5. Rydberg interactie
  6. Harmonische strekking
  7. Harmonische buiging
  8. Periodieke torsie interactie
5. Eventueel kan je de afstandsvoorwaarden invoeren.
6. Definieer de bevestigingsparameter.

Informatie over hoe je exact een model moet maken staat in de applicatie documentatie